# Noorwegen op de Melodi Grand Prix Nordic
Noorwegen is een van de stichtende landen van de Melodi Grand Prix Nordic, samen met Denemarken en Zweden.
In 2002 stuurde Noorwegen To Små Karer, Black Jackets en Wicked Instinct naar het festival. Ze eindigden respectievelijk 7e, 9e en 3e.
Tussen 2003 en 2005 werd het festival niet gehouden.
In 2006 stuurde Noorwegen Ole Runar, Drops en Sondre. Ole Runar wist de Super-finale te halen, maar werd daar uiteindelijk laatste.
In 2007 werden Martin & Johannes en Celine gestuurd naar eigen land Noorwegen. Celine haalde het van Martin & Johannes en mocht zodoende Noorwegen vertegenwoordigen in de Super-finale, waar zij eerste werd.
In 2008 werden The BlackSheeps en The Battery uitgekozen om Noorwegen in Denemarken te vertegenwoordigen. The BlackSheeps haalden de superfinale en werden daarin 1ste.
In 2009 werden Mystery en Jørgen naar Zweden gestuurd. Jørgen haalde finale waarin hij laatste werd.
Sinds 2010 wordt de Melodi Grand Prix Nordic niet meer gehouden.

## Noorse deelnames
| Jaar | Artiest           | Lied               | Plaats | Punten | Taal             |
| ---- | ----------------- | ------------------ | ------ | ------ | ---------------- |
| 2002 | To Små Karer      | Paybacktime        | 7      | 22     | Noors            |
| 2002 | Black Jackets     | Aldri mer          | 9      | 10     | Noors            |
| 2002 | Wicked Instinct   | Eg e'kkje aleine   | 3      | 36     | Noors            |
| 2006 | Ole Runar         | Fotball e supert   | 3      | 56     | Noors            |
| 2006 | Drops             | Sjokoland          | X      | X      | Noors            |
| 2006 | Sondre            | Tatt               | X      | X      | Noors            |
| 2007 | Celine            | Bæstevænna         | 1      | 11.358 | Noors            |
| 2007 | Martin & Johannes | Når vi blir berømt | X      | X      | Noors            |
| 2008 | The BlackSheeps   | Oro jaska beana    | 1      | 164    | Noors en Samisch |
| 2008 | The Battery       | Tenke nå           | X      | X      | Noors            |
| 2009 | Jørgen            | Din egen vei       | 3      | 20     | Noors            |
| 2009 | Mystery           | Rock e sunt        | X      | X      | Noors            |

## Festivals in Noorwegen
| Jaar | Plaats | Zaal          | Presentator(en)                          |
| ---- | ------ | ------------- | ---------------------------------------- |
| 2007 | Oslo   | Oslo Spektrum | Nadia Hasnaoui en Stian Barsnes Simonsen |

2002 · 2006 · 2007 · 2008 · 2009
Denemarken · Finland · Noorwegen · Zweden